# Distribució multinomial
En probabilitat i estadística la distribució multinomial és una extensió de la distribució binomial quan en un experiment aleatori hi ha més de dos resultats possibles. Concretament, fem {\displaystyle n} repeticions d'un experiment que té {\displaystyle k} resultats diferents possibles i comptem el nombre de vegades que es produeix cadascun dels resultats possibles. Entre les nombroses aplicacions d'aquesta distribució en Estadística destaca el test de Pearson de la {\displaystyle \chi ^{2}}.

## Definició
Considerem un experiment aleatori que pot tenir {\displaystyle k} resultats diferents, que designarem per {\displaystyle R_{1},\dots ,R_{k}}, mútuament excloents, amb probabilitats respectives {\displaystyle p_{1},\dots ,p_{k}\in (0,1)} tals que {\displaystyle p_{1}+\cdots +p_{k}=1}. Fem {\displaystyle n} repeticions independents i denotem per {\displaystyle X_{1}} el nombre de vegades que obtenim el resultat {\displaystyle R_{1}}, per {\displaystyle X_{2}} el nombre de vegades que obtenim el resultat {\displaystyle R_{2}}, i així successivament. Aleshores la probabilitat d'obtenir {\displaystyle x_{1}} vegades el resultat {\displaystyle R_{1}}, {\displaystyle x_{2}} vegades el resultat {\displaystyle R_{2}}, etc., amb {\displaystyle x_{1}+\cdots +x_{k}=n}, és{\displaystyle P(X_{1}=x_{1},\dots ,X_{k}=x_{k})={\frac {n!}{x_{1}!\cdots x_{k}!}}\,p_{1}^{x_{1}}\cdots p_{k}^{x_{k}}.}Cal recordar que a l'expressió de l'esquerra, les comes indiquen interseccions, així,{\displaystyle P(X_{1}=x_{1},\dots ,X_{k}=x_{k})=P{\big (}\{X_{1}=x_{1}\}\cap \cdots \cap \{X_{k}=x_{k}\}{\big )}.}Es diu que el vector {\displaystyle {\boldsymbol {X}}=(X_{1},\dots ,X_{k})} segueix una distribució multinomial de paràmetres {\displaystyle n,p_{1},\dots ,p_{k}}, i s'escriu {\displaystyle {\boldsymbol {X}}\sim {\mathcal {M}}(n;p_{1},\dots ,p_{k})}. Cal notar que cada component {\displaystyle X_{i}} té una distribució binomial de paràmetres {\displaystyle n} i {\displaystyle p_{i}}, {\displaystyle X_{i}\sim B(n,p_{i})}. De fet, una distribució multinomial és una extensió de la distribució binomial quan hi ha més de dos resultats possibles.
Exemple. Tenim una urna amb 4 boles blanques, 3 vermelles i 3 grogues. Traiem {\displaystyle n=4} boles amb reemplaçament, és a dir, traiem una bola, anotem el color, la retornem a l'urna, en traiem una altra, la retornem, i així successivament fins que hem tret quatre boles. Designem per:
{\displaystyle X_{1}}: nombre de boles blanques que traiem.
{\displaystyle X_{2}}: nombre de boles vermelles que traiem.
{\displaystyle X_{3}}: el nombre de boles grogues que traiem.
Tenim que {\displaystyle p_{1}=0'4}, {\displaystyle p_{2}=0'3} i {\displaystyle p_{3}=0'3}. Llavors, la probabilitat de treure 1 bola blanca, 1 vermella i 2 grogues és{\displaystyle P(X_{1}=1,X_{2}=1,X_{3}=2)={\binom {4!}{1!\,1!\,2!}}\,0'4^{1}\,0'3^{1}\,0'3^{2}=0'1296.}Coeficients multinomials. Recordem que{\displaystyle {\binom {n}{x,\dots ,x_{k}}}={\frac {n!}{x_{1}!\cdots x_{k}!}}}s'anomena coeficient multinomial. Aquest coeficient intervé en generalització de la fórmula del binomi de Newton quan hi ha més de dos sumands:{\displaystyle (a_{1}+a_{2}+\cdots +a_{k})^{n}=\sum {\binom {n}{x_{1},\dots ,x_{k}}}a_{1}^{x_{1}}\cdots a_{k}^{x_{k}},\qquad (*)}on la suma es fa sobre totes les {\displaystyle k}-ples {\displaystyle (x_{1},\dots ,x_{k})\in \mathbb {\{} 0,1,\dots ,n\}^{k}} tals que {\displaystyle x_{1}+\cdots +x_{k}=n}. La fórmula (*) intervé a l'estudi de moltes propietats d'aquesta distribució.
Comentari sobre la nomenclatura. Atès que {\displaystyle X_{1}+\cdots +X_{k}=n} i que els paràmetres són redundants, ja que {\displaystyle p_{1}+\cdots +p_{k}=1}, alguns autors, per exemple Wilks, proposen una notació alternativa: diuen que un vector {\displaystyle (X_{1},\dots ,X_{k})} segueix una distribució multinomial de paràmetres {\displaystyle n,p_{1},\dots ,p_{k}}, on {\displaystyle p_{1},\dots ,p_{k}\in (0,1),\ {\text{amb}}\ p_{1}+\cdots +p_{k}<1}, si la funció de probabilitat és{\displaystyle P(X_{1}=x_{1},\dots ,X_{k}=x_{k})={\frac {n!}{x_{1}!\cdots x_{k}!(n-\sum _{i=1}^{k}x_{i})!}}\,p_{1}^{x_{1}}\cdots p_{k}^{x_{k}}(1-\sum _{i=1}^{k}p_{i})^{n-\sum _{i=1}^{k}x_{i}},}on {\displaystyle \sum _{i=1}^{k}x_{i}\leq n}. Seber, quan {\displaystyle \sum _{i=1}^{k}p_{i}=1}, diu que és la forma singular de la distribució multinomial, mentre que si {\displaystyle \sum _{i=1}^{k}p_{i}<1} és la formulació no singular. La notació que utilitzem en aquest article és la més habitual, però és recomanable comprovar quina definició de distribució multinomial s'està utilitzant.

## Propietats

### Esperança, variància i covariància
L'esperança de cada component és{\displaystyle E[X_{j}]=np_{j},\ j=1,\dots ,k.}La variància és{\displaystyle {\text{Var}}(X_{j})=np_{j}(1-p_{j}),\ j=1,\dots ,k.}Ambdues propietats es dedueixen del fet que {\displaystyle X_{j}} té una distribució binomial {\displaystyle B(n,p_{j})}.
Per a {\displaystyle i\neq j}, la covariància és (vegeu la demostració després de la funció característica){\displaystyle {\text{Cov}}(X_{i},X_{j})=-np_{i}p_{j}.}D'aquí resulta que el coeficient de correlació entre {\displaystyle X_{i}} i {\displaystyle X_{j}} és{\displaystyle \rho (X_{i},X_{j})={\frac {{\text{Cov}}(X_{i},X_{j})}{\sqrt {{\text{Var}}(X_{i}){\text{Var}}(X_{j})}}}=-{\sqrt {\frac {p_{i}p_{j}}{(1-p_{i})(1-p_{j})}}},}que és independent de {\displaystyle n}.
La matriu de variàncies-covariàncies és {\displaystyle n{\boldsymbol {\Sigma }}}, on{\displaystyle {\boldsymbol {\Sigma }}={\begin{pmatrix}p_{1}(1-p_{1})&-p_{1}p_{2}&\cdots &-p_{1}p_{k}\\-p_{1}p_{2}&p_{2}(1-p_{2})&\cdots &-p_{2}p_{k}\\\vdots &\vdots &&\vdots \\-p_{1}p_{k}&-p_{2}p_{k}&\cdots &p_{k}(1-p_{k})\end{pmatrix}}}que té rang {\displaystyle k-1}.
Escriptura compacta de la matriu {\displaystyle {\boldsymbol {\Sigma }}}

La matriu {\displaystyle {\boldsymbol {\Sigma }}} es pot escriure de la següent forma:{\displaystyle {\boldsymbol {\Sigma }}={\text{Diag}}\ ({\boldsymbol {p}})-{\boldsymbol {p}}'{\boldsymbol {p}},}on {\displaystyle {\boldsymbol {p}}=(p_{1},\dots ,p_{k})} (en aquest article escriurem tots els vectors en fila), {\displaystyle {\text{Diag}}\ ({\boldsymbol {p}})} és una matriu diagonal amb els elements {\displaystyle p_{1},\dots ,p_{k}}, i per una matriu (o vector) {\displaystyle {\boldsymbol {B}}}, denotarem per {\displaystyle {\boldsymbol {B}}'} la seva transposada.

### Funció característica i funció generatriu de moments
La funció característica del vector {\displaystyle {\boldsymbol {X}}=(X_{1},\dots ,X_{k})} és{\displaystyle \varphi (t_{1},\dots ,t_{k})=E[e^{i(t_{1}X_{1}+\cdots +t_{k}X_{k})}]={\big (}p_{1}e^{it_{1}}+\cdots +p_{k}e^{it_{k}}{\big )}^{n},\ t_{1},\dots ,t_{k}\in \mathbb {R} .}La funció generatriu de moments és{\displaystyle L(t_{1},\dots ,t_{k})==E[e^{t_{1}X_{1}+\cdots +t_{k}X_{k}}]={\big (}p_{1}e^{t_{1}}+\cdots +p_{k}e^{t_{k}}{\big )}^{n},\ t_{1},\dots ,t_{k}\in \mathbb {R} .}La funció generatriu de probabilitats és{\displaystyle G(z_{1},\dots ,z_{k})=E{\big [}z_{1}e^{X_{1}}\cdots z_{k}^{X_{k}}{\big ]}={\big (}p_{1}z_{1}+\cdots +p_{k}z_{k}),\ z_{1},\dots ,z_{k}\in \mathbb {C} .}

## Caràcter reproductiu
Siguin {\displaystyle {\boldsymbol {X}}=(X_{1},\dots ,X_{d})\sim M(n;p_{1},\dots ,p_{d})} i {\displaystyle {\boldsymbol {Y}}=(Y_{1},\dots ,Y_{d})\sim M(m;p_{1},\dots ,p_{d})} independents. Aleshores {\displaystyle {\boldsymbol {X}}+{\boldsymbol {Y}}\sim M(n+m;p_{1},\dots ,p_{k})}. Es diu que la distribució multinomial és reproductiva respecte de {\displaystyle n}. També s'escriu{\displaystyle M(n;p_{1},\dots ,p_{k})*M(m;p_{1},\dots ,p_{k})=M(n+m;p_{1},\dots ,p_{k}),}on {\displaystyle *} designa la convolució de probabilitats.

## Comportament asimptòtic

### La distribució multinomial és asimptòticament normal
Com a conseqüència del teorema central del límit multidimensional, si considerem una successió {\displaystyle {\boldsymbol {X}}_{n}={\big (}X_{n1},\dots ,X_{nk}{\big )}\sim {\mathcal {M}}(n;p_{1},\dots ,p_{k})}, {\displaystyle n\geq 1}, aleshores{\displaystyle {\frac {1}{\sqrt {n}}}{\Big (}{\boldsymbol {X}}_{n}-n{\boldsymbol {p}}{\Big )}\mathrel {\mathop {\longrightarrow } \limits _{n\to \infty }^{\mathcal {D}}} {\mathcal {N}}({\boldsymbol {0}},{\boldsymbol {\Sigma }}),}on {\displaystyle {\boldsymbol {p}}=(p_{1},\dots ,p_{k})}, {\displaystyle {\boldsymbol {\Sigma }}} és la matriu que hem introduït abans i {\displaystyle {\mathcal {N}}({\boldsymbol {0}},{\boldsymbol {\Sigma }})} és una distribució normal multidimensional centrada amb matriu de variàncies covariàncies {\displaystyle {\boldsymbol {\Sigma }}}. Normalment, aquesta propietat s'escriu en components suprimint el subíndex {\displaystyle n} de les variables {\displaystyle X_{n1},\dots ,X_{nk}}:{\displaystyle {\frac {1}{\sqrt {n}}}{\big (}X_{1}-np_{1},\dots ,X_{k}-np_{k}{\big )}\mathrel {\mathop {\longrightarrow } \limits _{n\to \infty }^{\mathcal {D}}} {\mathcal {N}}({\boldsymbol {0}},{\boldsymbol {\Sigma }}).\qquad (**)}

### La distribució χ² entra en escena
Tenim la convergència:{\displaystyle \sum _{i=1}^{k}{\frac {(X_{i}-np_{i})^{2}}{np_{i}}}\mathrel {\mathop {\longrightarrow } \limits _{n\to \infty }^{\mathcal {D}}} \chi ^{2}(k-1),}on {\displaystyle \chi ^{2}(k-1)} és una distribució {\displaystyle \chi ^{2}}-quadrat amb {\displaystyle k-1} graus de llibertat. Aquest resultat és molt important ja que en ell es basa el test de la {\displaystyle \chi ^{2}}de Pearson i va ser demostrar per Pearson l'any 1900.

## Relació amb la distribució de Poisson
Siguin {\displaystyle Y_{1},\dots ,Y_{k}} variables independents, amb distribucions de Poisson {\displaystyle Y_{1}\sim Pois(\lambda _{1}),\dots ,Y_{k}\sim Pois(\lambda _{k})}. Aleshores la distribució de {\displaystyle (Y_{1},\dots ,Y_{k})} condicionada a {\displaystyle Y_{1}+\cdots +Y_{k}=n} és una distribució multinomial {\displaystyle {\mathcal {M}}(n,\lambda _{1}/\lambda ^{*},\dots ,\lambda _{k}/\lambda ^{*})} on {\displaystyle \lambda ^{*}=\sum _{i=1}^{k}\lambda _{i}}.